# Pathé Records (Hồng Kông)
Pathé Records (tiếng Trung: 百代唱片; bính âm: Bǎidài Chàngpiān; Yale Quảng Đông: Baakdoih Cheungpín) là công ty thu âm lớn đầu tiên ở Thượng Hải (Trung Hoa Dân Quốc) và sau đó là Hồng Kông. Nó là chi nhánh của tập đoàn Pathé Records (Pháp).

## Lịch sử
Từ cuối những năm 1930 đến những năm 1940, công ty đã nắm giữ bản quyền tới 90% ca khúc Mandopop.